# I Can't Breathe (canción de H.E.R.)
I Can't Breathe es una canción escrita por H.E.R., D'Mile y Tiara Thomas, producida por D'Mile, cantada por H.E.R. y lanzada el 19 de junio de 2020. La canción alcanzó el puesto 20 en la lista Hot R&B Songs de Billboard.

## Premios
En la 63.ª Entrega Anual de los Grammy, I Can't Breathe ganó el premio a la canción del Año, siendo la primera vez que H.E.R. ganaba esa categoría de los Grammy y la segunda vez que fue nominada para el premio, siendo la primera con la canción Hard Place en 2020.
| Año  | Organizador             | Premio                                    | Resultado | Ref   |
| ---- | ----------------------- | ----------------------------------------- | --------- | ----- |
| 2020 | MTV Video Music Awards  | Mejor video musical con un mensaje social | Ganador   | [ 3 ] |
| 2020 | MTV Europe Music Awards | Mejor video musical con un mensaje social | Ganador   | [ 4 ] |
| 2020 | Soul Train Music Awards | Grabación del año                         | Ganador   | [ 5 ] |
| 2021 | Premios Grammy          | Canción del año                           | Ganador   | [ 6 ] |